# 윤인첨
윤인첨(尹鱗瞻, 1110년 ~ 1176년)은 고려 중기의 문신이다. 초명은 영첨(英瞻), 본관은 파평이며, 자는 태조(胎兆)이다. 윤언이의 아들이다.

## 생애
1153년 사은사로 금나라에 다녀왔다.
1173년 김보당의 난이 일어났을 때 이의방은 그를 김보당과 한패라고 여겨 제거하려 했으나, 유응규의 도움으로 상황을 면할 수 있었다.
1174년 조위총에 의해 조위총의 난이 일어나자 그는 기탁성, 진준, 경진, 최충렬 등과 함께 반란을 제압하러 가서 1176년에 반란을 진압하였다.

## 윤인첨이 등장한 작품
- 《무인시대》 KBS, 2003년~2004년, 배우 : 김인태